# 市民的及び政治的権利に関する国際規約の第2選択議定書
市民的及び政治的権利に関する国際規約の第2選択議定書（しみんてきおよびせいじてきけんりにかんするこくさいきやくのだい2せんたくぎていしょ、英語: Second Optional Protocol to the International Covenant on Civil and Political Rights）は、1989年12月15日、国際連合総会によって採択された多数国間条約である。一般に死刑廃止条約と呼ばれている。ニューヨークで署名のため開放され、1991年7月11日効力を発生した。

## 概要
市民的及び政治的権利に関する国際規約（自由権規約）第6条には、死刑制度についての言及があるが、1980年の第35回国連総会で、死刑廃止を目的とする選択議定書の起草についての検討が開始された。1987年、国連差別防止・少数者保護小委員会から任命された特別報告者が小委員会に議定書の草案を提出し、小委員会でコンセンサスで採択された。さらに国連人権委員会でコンセンサスで採択され、国連経済社会理事会を経て1989年第44回国連総会に送付された。同年12月15日、投票にかけられて賛成59、反対26、棄権48で総会決議44/128として採択された。
本議定書1条は、「本議定書の締約国の領域において、何人も死刑に処せられない。各締約国はその領域内における死刑廃止のため全ての必要な措置をとる。」としている。本議定書の締約国は、自由権規約40条に従い自由権規約委員会に提出する報告書の中で、本議定書の実施のためにとった措置についての情報を記載することとされている（3条）。

## 締約国

締約国
署名・未批准国
未署名・未締約国

本議定書は、自由権規約の署名国に対し署名のために開放されている（7条）。2025年3月現在、署名国は40か国、締約国は92か国である。日本など未署名・未締約の各国はいずれも死刑制度を存置している。